# 维科-内尔拉齐奥
维科-内尔拉齐奥（義大利語：Vico nel Lazio），是意大利拉齐奥大区弗罗西诺内省的一个市镇。总面积45.75平方公里，人口2329人，人口密度50.9人/平方公里（2009年）。ISTAT代码为060087。